# James Hunt

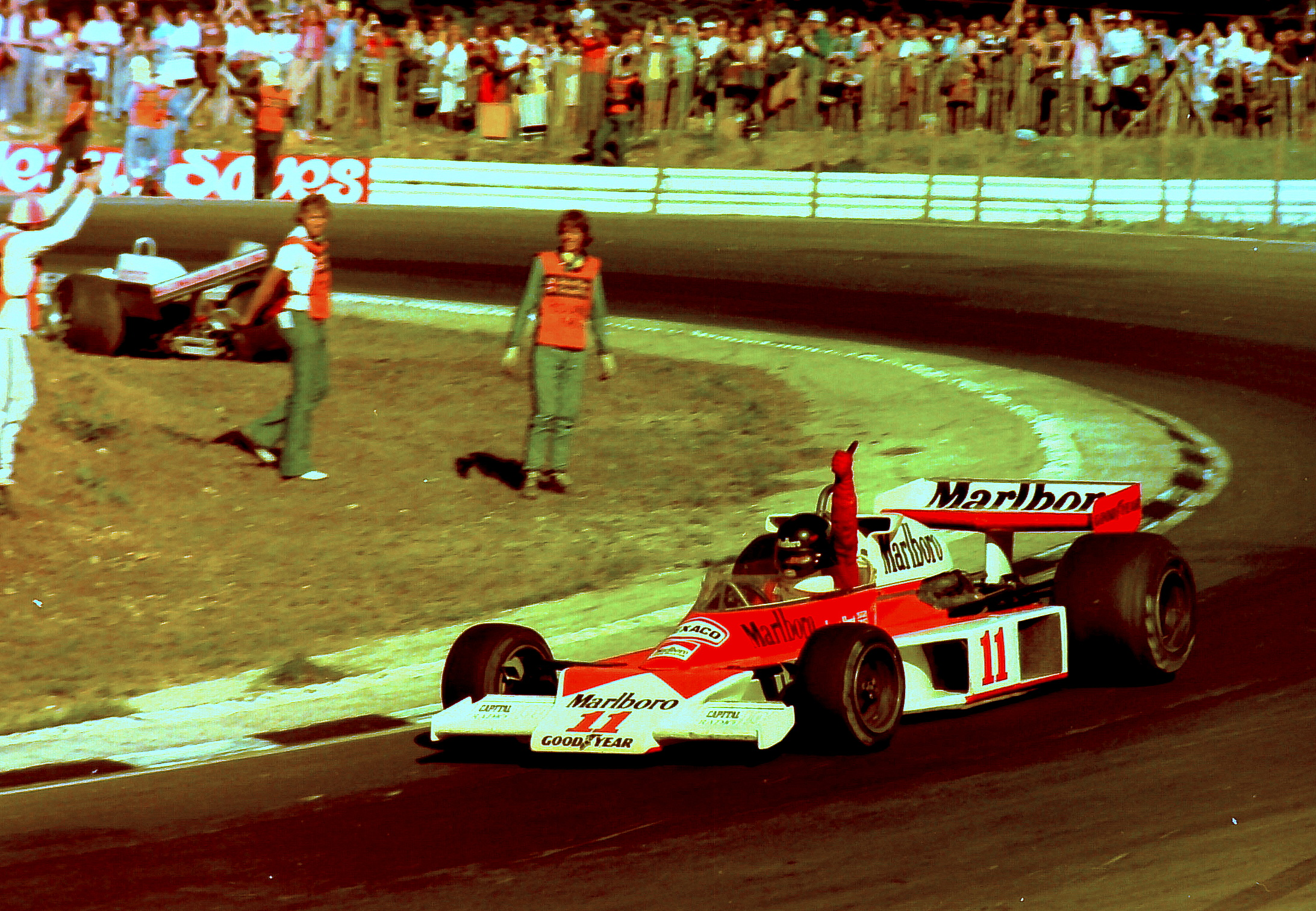
James Hunt en el GP de Gran Bretaña de 1976.

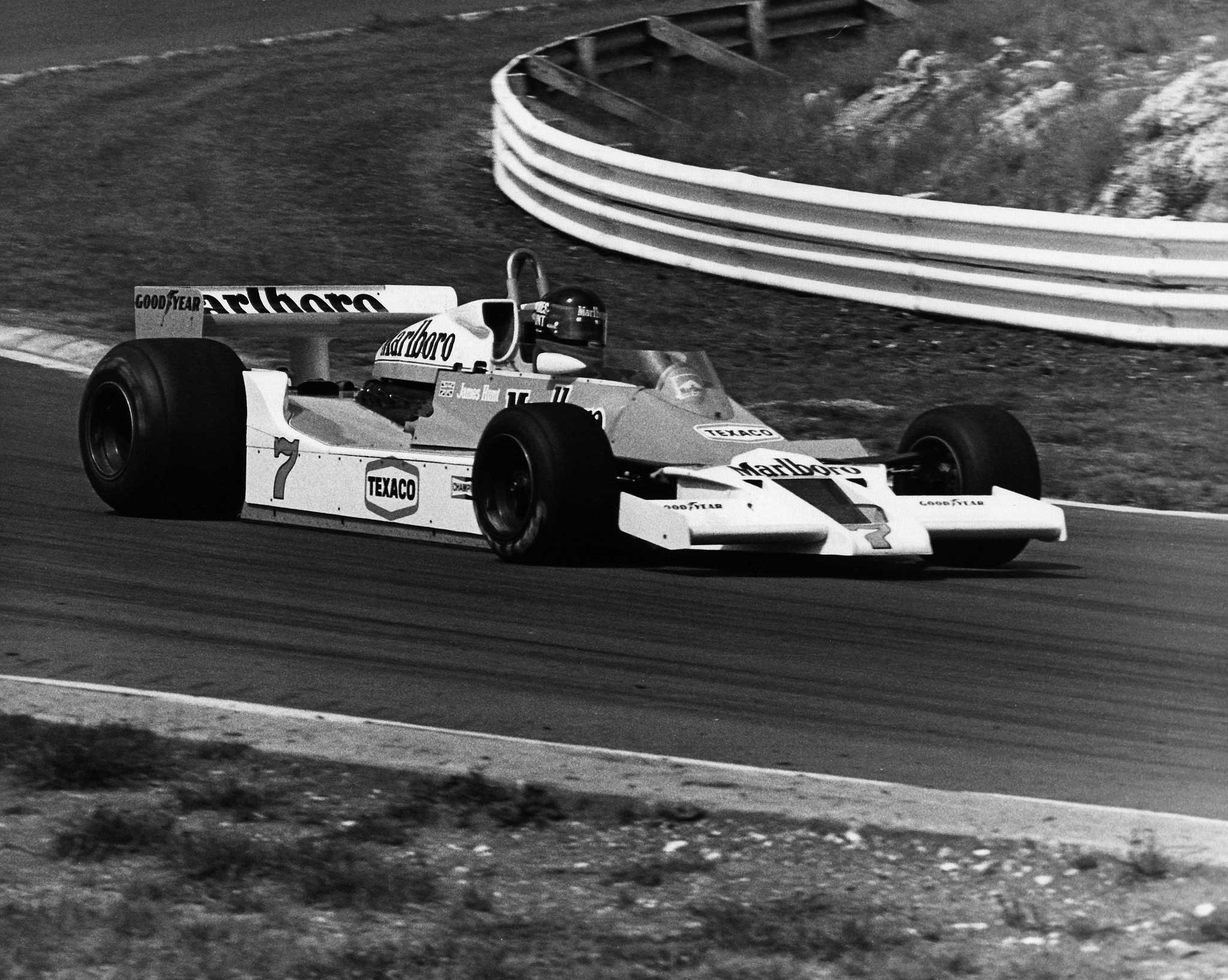
James en 1978, última temporada con McLaren.

James Simon Wallis Hunt (Belmont, Surrey, Inglaterra, Reino Unido; 29 de agosto de 1947-Wimbledon, Londres, Inglaterra, Reino Unido; 15 de junio de 1993), fue un piloto y comentarista de automovilismo británico. Compitió en Fórmula 1 durante siete temporadas, donde resultó campeón del mundo en 1976, cuarto en 1975 y quinto en 1977, además de obtener 10 victorias, 23 podios y 14 pole positions.

## Inicios
Hijo de un exitoso corredor de valores bursátiles, Hunt estudió en Wellington College en Berkshire, iniciándose en la medicina. Sin embargo poco antes de cumplir 18 años fue con un amigo a ver una carrera de coches y quedó fascinado con el deporte de las cuatro ruedas.
Empezó corriendo en la categoría Mini con su propio automóvil, llegando luego a la Fórmula Ford y a la Fórmula 3. Hunt pronto fue reconocido como un corredor rápido y espectacular, pero propenso a aparatosos accidentes, lo que le valió el apodo de "Hunt the Shunt" (Shunt es un término británico que significa "accidente").
En una carrera de Fórmula 3 disputada en Crystal Palace, en 1970, tuvo un polémico accidente con Dave Morgan, donde Hunt lo toca cuando este intentaba superarlo para hacerse con la segunda posición, quedando ambos fuera de carrera. Hunt, muy enfadado, se bajó del coche y se abalanzó sobre Morgan, propinándole un puñetazo. Morgan recibió una suspensión de 12 meses de su licencia de competición.
En 1972 Hunt conoce al aristócrata Lord Hesketh, quien lo veía como un espíritu afín y se une a su equipo.
El equipo Hesketh inició a Hunt en la Fórmula 2, pero con poco éxito. Lord Hesketh anunció entonces que entrarían a la Fórmula 1 al año siguiente, teniendo en cuenta que los costos de operar un equipo de Fórmula 2 y uno de Fórmula 1 no eran tan dispares.

## Fórmula 1
Hunt debutó en 1973 con el equipo de Lord Alexander Hesketh, Hesketh Racing, tras el volante de un March 731 y desarrollado por Harvey Postlethwaite. Fue un equipo desenfadado y divertido, el mono de Hunt de ese año llevaba un rótulo en el que se podía leer "Sexo, el desayuno de los campeones". Logrando algunos impresionantes resultados, especialmente el segundo lugar en el Gran Premio de los EE. UU. Su primera victoria fue en el circuito de Zandvoort durante el Gran Premio de los Países Bajos de 1975. A pesar de ese resultado, la falta de financiación de su equipo obligó a su dueño a retirarlo para el campeonato siguiente. Cuando Emerson Fittipaldi abandonó el equipo McLaren, este equipo rápidamente contrató a Hunt.
1976 fue el mejor año de Hunt, al ganar seis grandes premios. Fue un campeonato turbulento. Primero fue descalificado (por conducir un coche 18 milímetros más ancho de lo debido) y luego declarado ganador del Gran Premio de España. Una séptima victoria fue anulada debido a una penalización por un accidente en el que Hunt se vio involucrado en la primera curva. En el Gran Premio de Italia debido a dudas sobre la legalidad del combustible usado por Hunt, fue obligado a salir desde la última posición de la parrilla de salida.
El accidente casi mortal de Niki Lauda permitió a Hunt acercarse a Lauda en la puntuación, llegando a la última carrera del campeonato 3 puntos por detrás del austríaco. Las lluvias torrenciales del GP de Japón durante la carrera convencieron a Lauda de retirarse, aludiendo que las condiciones eran muy peligrosas para correr. Hunt siguió en la pista, estando al frente durante casi toda la carrera, y pese a sufrir el pinchazo de un neumático, logró llegar tercero y consiguió el campeonato de ese año con la mínima ventaja de un punto.
En la temporada 1977, Hunt ganó tres grandes premios. En el Gran Premio de Canadá, Hunt se retiró después de una colisión con su compañero de equipo Jochen Mass y recibió una multa de $2,000 por agredir a un comisario de pista y $750 por regresar al pit lane de manera "insegura". En Fuji fue donde logró su última victoria, pero recibió una multa de $20,000 por no asistir a la ceremonia del podio. Terminó quinto en el Campeonato Mundial de Pilotos en ese año.
Sin embargo 1978 fue una temporada gris: de las 16 carreras del campeonato tan sólo terminó seis y solo pudo sumar 8 puntos. El piloto rescató a Ronnie Peterson de su automóvil en llamas en el Gran Premio de Italia tras estrellarse contra las barreras de protección al inicio de la carrera, aunque Peterson fallecería al día siguiente en el hospital.Por años, Hunt culpó al italiano Ricardo Patrese de haber provocado el accidente y nunca se lo perdonó. A pesar de su mala temporada en 1978, todavía tenía mucha demanda. Se le ofreció un acuerdo para conducir por Ferrari en 1979 pero desconfiando del ambiente político potencialmente complicado en el equipo italiano, optó por correr para el equipo Wolf. A pesar de las expectativas iniciales los resultados obtenidos fueron decepcionantes (un 8.º puesto y 6 abandonos en 7 carreras) que provocaron su retirada tras el Gran Premio de Mónaco.

## Los años siguientes

### Periodista de la BBC
Hunt trabajó como comentarista de las transmisiones de Fórmula 1 para la BBC en Inglaterra desde finales de 1979 hasta 1993, al lado del comentarista Murray Walker.

### Muerte
Hunt falleció el 15 de junio de 1993 a los 45 años, producto de un infarto de miocardio en su casa en Wimbledon. Aún cuando en sus últimos años bebía mucho menos y practicaba deporte regularmente, el daño ya estaba hecho y su cuerpo no pudo recuperarse de los excesos anteriores.

## James Hunt en el cine
En 2013 se estrenó la película biográfica Rush, en la que fue interpretado por el actor australiano Chris Hemsworth. En la película se muestra principalmente su rivalidad con el piloto austríaco Niki Lauda, interpretado por el actor Daniel Brühl, en la temporada de 1976.

## Resultados

### Fórmula 1
(Clave) (negrita indica pole position) (cursiva indica vuelta rápida)

| Año     | Escudería                   | 1       | 2       | 3       | 4       | 5       | 6       | 7       | 8       | 9       | 10      | 11      | 12      | 13      | 14      | 15    | 16      | 17    | Pos. | Puntos |
| ------- | --------------------------- | ------- | ------- | ------- | ------- | ------- | ------- | ------- | ------- | ------- | ------- | ------- | ------- | ------- | ------- | ----- | ------- | ----- | ---- | ------ |
| 1973    | Hesketh Racing              | ARG     | BRA     | RSA     | ESP     | BEL     | MON 9   | SWE     | FRA 6   | GBR 4   | NED 3   | GER     | AUT Ret | ITA DNS | CAN 7   | USA 2 |         |       | 8.º  | 14     |
| 1974    | Hesketh Racing              | ARG Ret | BRA 9   | RSA Ret | ESP 10  | BEL Ret | MON Ret | SWE 3   | NED Ret | FRA Ret | GBR Ret | GER Ret | AUT 3   | ITA Ret | CAN 4   | USA 3 |         |       | 8.º  | 15     |
| 1975    | Hesketh Racing              | ARG 2   | BRA 6   | RSA Ret | ESP Ret | MON Ret | BEL Ret | SWE Ret | NED 1   | FRA 2   | GBR 4   | GER Ret | AUT 2~  | ITA 5   | USA 4   |       |         |       | 4.º  | 33     |
| 1976    | Marlboro Team McLaren       | BRA Ret | RSA 2   | USW Ret | ESP 1   | BEL Ret | MON Ret | SWE 5   | FRA 1   | GBR DSQ | GER 1   | AUT 4   | NED 1   | ITA Ret | CAN 1   | USA 1 | JPN 3   |       | 1.º  | 69     |
| 1977    | Marlboro Team McLaren       | ARG Ret | BRA 2   | RSA 4   | USW 7   | ESP Ret | MON Ret | BEL 7   | SWE 12  | FRA 3   | GBR 1   | GER Ret | AUT Ret | NED Ret | ITA Ret | USA 1 | CAN Ret | JPN 1 | 5.º  | 40     |
| 1978    | Marlboro Team McLaren       | ARG 4   | BRA Ret | RSA Ret | USW Ret | MON Ret | BEL Ret | ESP 6   | SWE 8   | FRA 3   | GBR Ret | GER DSQ | AUT Ret | NED 10  | ITA Ret | USA 7 | CAN Ret |       | 13.º | 8      |
| 1979    | Olympus Cameras Wolf Racing | ARG Ret | BRA Ret | RSA 8   | USW Ret | ESP Ret | BEL Ret | MON Ret | FRA     | GBR     | GER     | AUT     | NED     | ITA     | CAN     | USA   |         |       | NC   | 0      |
| Fuente: |                             |         |         |         |         |         |         |         |         |         |         |         |         |         |         |       |         |       |      |        |

| Predecesor: Niki Lauda | Campeón de Fórmula 1 1976 | Sucesor: Niki Lauda |